# Ilha Nublar
A Ilha Nublar (ou Isla Nublar em espanhol) é uma ilha remota e fictícia localizada na América Central, que serve como o principal cenário no primeiro romance da série Jurassic Park e sua adaptação cinematográfica, além de ser um local central em Jurassic World. O nome da ilha significa "Ilha das Nuvens" em espanhol, conforme descrito no romance original. A ilha tropical é conhecida como o "Sítio A" ou "Ponto A", situada a 120 milhas (190 quilômetros) a oeste da Costa Rica e é caracterizada por um vulcão inativo.
No primeiro romance e filme, a Ilha Nublar é o local do Parque dos Dinossauros, um parque temático de dinossauros proposto pela InGen, mas não chega a ser inaugurado após a fuga dos animais. No romance, o governo da Costa Rica declara a ilha como insegura e manda napalmar a área. Já na série de filmes, a ilha continua a existir até a trilogia Jurassic World.

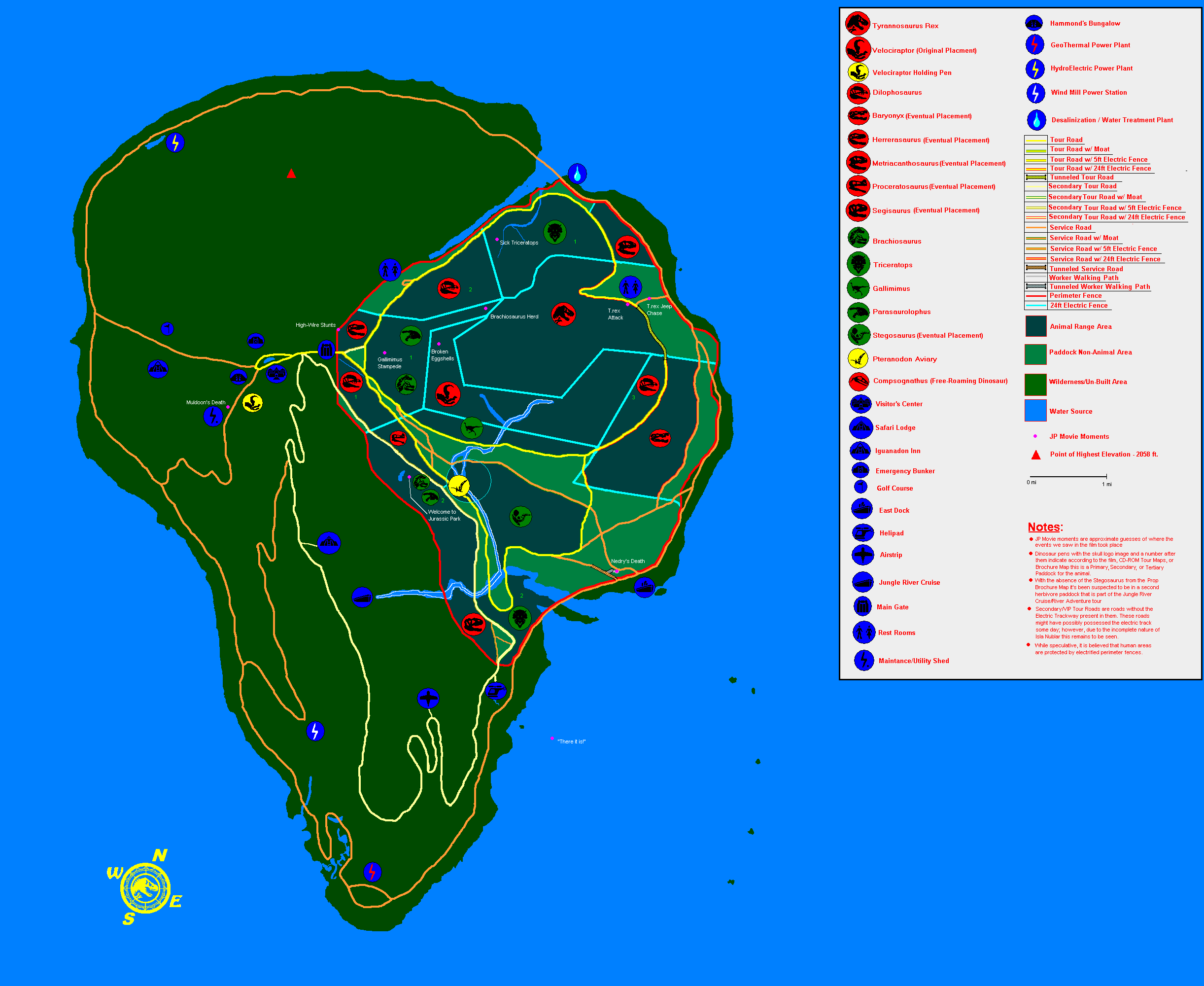
Mapa da Ilha Nublar

Em Jurassic World, a ideia do parque temático é realizada com sucesso pela Masrani Global Corporation. No entanto, no final do filme, a ilha é novamente dominada pelos dinossauros após o incidente com o Indominus rex.
Em Jurassic World: Fallen Kingdom, a Ilha Nublar é destruída quando seu vulcão entra em erupção após se tornar ativo novamente.
Nos filmes, várias ilhas havaianas foram usadas como substitutas da Ilha Nublar, incluindo Oahu e Kauai. Algumas filmagens também ocorreram em estúdios de cinema, na Califórnia para o filme original e na Louisiana para Jurassic World.

## Dinossauros da Ilha Nublar

### Filmes
Dinossauros e outros animais extintos que confirmadamente existem na Ilha Nublar nos filmes:
- Baryonyx (É citado na Loja de Suvenir Jurassic Park);
- Brachiosaurus;
- Dilophosaurus: Conhecido por sua gosma que é lançada quando ele cospe, isso cega sua presa, na realidade essa é uma habilidade fictícia que foi utilizada no filme e os Dilophosaurus tinham uma estatura maior que a apresentada (sendo que foi usado um tamanho menor neste para não confundi-lo com o Velociraptor).
- Gallimimus;
- Herrerasaurus (É citado na Loja de Suvenir Jurassic Park);
- Metriacanthosaurus (aparece na sala dos embriões);
- Parasaurolophus;
- Proceratosaurus (aparece na sala dos embriões);
- Segisaurus (É citado na Loja de Suvenir Jurassic Park);
- Stegosaurus (aparece na sala dos embriões e em The Lost World: Jurassic Park);
- Triceratops;
- Tirannosaurus rex: Há dois tirannosaurus no parque,um adulto e um filhote,podendo correr até 45 km/h, velocidade que alguns anos depois do lançamento do livro/filme, demonstrou ser impossível ser alcançada para um t-rex;[8]
- Velociraptor mongoliensis: Tanto no filme, quanto no livro ganharam estatura e comprimento anormais para a espécie, o velociraptor verdadeiro possui um metro de altura e dois metros de comprimento. Pode-se confundir os do filme com o Deinonychus, espécie maior e muito parecida com os velociraptores. Também a inteligência dos velociraptores foi ampliada;
- Plantas extintas existem no filme;
- Pássaros e insetos extintos existem no filme.

### Livro
Dinossauros e outros animais extintos que confirmadamente existem na Ilha Nublar no livro:
- Apatosaurus (Camarasaurus em algumas edições);
- Cearadactylus (Pteranodon em algumas edições);
- Dilophosaurus;
- Euoplocephalus;
- Hadrosaurus;
- Hypsilophodon;
- Maiasaura;
- Microceratops (Callovosaurus em algumas edições);
- Othnielia;
- Procompsognathus;
- Stegosaurus;
- Styracosaurus;
- Triceratops;
- Tirannosaurus rex;
- Velociraptor mongoliensis .